# Klasyfikacja pojazdów szynowych
Klasyfikacja pojazdów szynowych – dla których prowadzenia wymagane są licencja i świadectwo maszynisty (uzyskiwane w UTK) lub pozwolenie i świadectwo kwalifikacji na przewóz osób (uzyskiwane w WORD):
- środki transportu lądowego
  - maszyny transportowe
    - pojazdy szynowe (pojazdy kolejowe)
      - pojazdy trakcyjne (wagony silnikowe)
        - drezyny
        - autobusy szynowe
        - dźwignice kolejowe
        - kolej linowa
        - kolej przemysłowa
          - kolej dołowa

        - kolejka górska
        - kolejowe maszyny budowlane
        - lokomotywy
          - bezogniowe
          - elektryczne
          - hybrydowe
          - parowozy
          - pneumatyczne
          - spalinowe

        - maglew
        - metro
        - tramwaje
          - trampery
          - premetro

      - pojazdy doczepne
        - osobowe
        - specjalne
        - towarowe

      - zespoły trakcyjne (pociągi)
        - pasażerskie
        - towarowe
        - służbowe
        - technologiczne